# Penafiel
Penafiel és un municipi portuguès, situat al districte de Porto, a la regió del Nord i a la Subregió del Tâmega. L'any 2004 tenia 72.095 habitants. Es divideix en 38 freguesies. Limita al nord amb Lousada, al nord-est amb Amarante, a l'est amb Marco de Canaveses, al sud amb Castelo de Paiva i a l'oest amb Gondomar i Paredes.

## Demografia
| Població del concelho de Penafiel (1801 – 2004) | Població del concelho de Penafiel (1801 – 2004) | Població del concelho de Penafiel (1801 – 2004) | Població del concelho de Penafiel (1801 – 2004) | Població del concelho de Penafiel (1801 – 2004) | Població del concelho de Penafiel (1801 – 2004) | Població del concelho de Penafiel (1801 – 2004) | Població del concelho de Penafiel (1801 – 2004) | Població del concelho de Penafiel (1801 – 2004) |
| ----------------------------------------------- | ----------------------------------------------- | ----------------------------------------------- | ----------------------------------------------- | ----------------------------------------------- | ----------------------------------------------- | ----------------------------------------------- | ----------------------------------------------- | ----------------------------------------------- |
| 1801                                            | 1849                                            | 1900                                            | 1930                                            | 1960                                            | 1981                                            | 1991                                            | 2001                                            | 2004                                            |
| 18576                                           | 26944                                           | 31799                                           | 37496                                           | 49924                                           | 64267                                           | 68444                                           | 71800                                           | 72095                                           |

## Freguesies
| - Abragão - Boelhe - Bustelo - Cabeça Santa - Canelas - Capela - Castelões - Croca - Duas Igrejas - Eja - Figueira - Fonte Arcada - Galegos | - Guilhufe - Irivo - Lagares - Luzim - Marecos - Milhundos - Novelas - Oldrões - Paço de Sousa - São Miguel Paredes - Penafiel - Perozelo - Pinheiro | - Portela - Rans - Rio de Moinhos - Rio Mau - Santa Marta - Santiago de Subarrifana - São Mamede de Recezinhos - São Martinho de Recezinhos - Sebolido - Urrô - Valpedre - Vila Cova |